# José María Mendiluce
José María Mendiluce Pereiro (Madrid, 14 de abril de 1951-Barcelona, 28 de noviembre de 2015) fue un escritor, político y articulista español.

## Biografía
En su época estudiantil militó en el movimiento estudiantil antifranquista (colaboró en grupos de izquierda radical como la Liga Comunista Revolucionaria). En 1980 entró a trabajar en el Alto Comisionado de las Naciones Unidas para los Refugiados (ACNUR) de modo que, durante una década, trabajó en Namibia, Angola, Nicaragua, etc. Después de trabajar en los Balcanes, denunciando los crímenes allí producidos en los años noventa (Guerras Yugoslavas), fue elegido eurodiputado en 1994 en la candidatura del PSOE, repitiendo en las de 1999. En diciembre de ese año fue elegido presidente de Greenpeace Internacional, pero su condición de eurodiputado, aunque independiente, disuadió a la junta directiva de la organización, que en febrero de 2000 anuló su nombramiento, a menos que renunciase a su acta, cosa que Mendiluce no hizo. En 2001 ingresó en la federación Los Verdes-Izquierda Verde, formación ecologista impulsada por la Confederación de Los Verdes e Iniciativa per Catalunya Verds, de la que fue nombrado portavoz. 
En 2002 anunció que sería el candidato de Los Verdes a la alcaldía de Madrid en las elecciones municipales de 2003, aunque no abandonó el Grupo Parlamentario Socialista en el Parlamento Europeo. Durante la campaña electoral reconoció abiertamente su homosexualidad en la revista Zero. En realidad era bisexual, según se desprendía de sus propias palabras. Finalmente, los resultados electorales fueron discretos y no pasó de ser la cuarta fuerza política en la capital con 26 448 votos (1,55 %), y no obtuvo representación. A pesar del decepcionante resultado siguió ejerciendo como portavoz de Los Verdes y pidió el voto en 2004 para el PSOE, con el que Los Verdes habían alcanzado un acuerdo. Colaboraba habitualmente en el diario El País y El Periódico de Catalunya.
Murió el día 28 de noviembre de 2015 en Barcelona, a la edad de 64 años, a causa de una enfermedad degenerativa ósea.

## Obra
- 1997: Con rabia y esperanzas
- 1998: Tiempo de rebeldes
- 1998: Pura vida (finalista Premio Planeta)
- 1999: El amor armado
- 2000: Por la tercera izquierda, junto con Daniel Cohn-Bendit
- 2001: Luanda, 1936
- 2005: La sonrisa de Ariadna